# Resolució 940 del Consell de Seguretat de les Nacions Unides
La Resolució 940 del Consell de Seguretat de les Nacions Unides fou adoptada el 31 de juliol de 1994. Després de recordar resolucions 841 (1993), 861 (1993), 862 (1993), 867 (1993), 873, 875 (1993), 905 (1994), 917 (1994) i 933 (1994) el Consell va permetre una força dirigida pels Estats Units per restaurar al President Jean-Bertrand Aristide i les autoritats del Govern d'Haití, i va ampliar el mandat de la Missió de les Nacions Unides a Haití (UNMIH) durant sis mesos addicionals.

## Resolució
El Consell va començar amb condemnes del règim militar a Haití perquè s'havia negat a cooperar amb els Estats Units. També va expressar preocupació davant la deteriorada situació humanitària del país, les violacions de les llibertats civils i l'expulsió del personal de la Missió Civil Internacional.
La resolució va reivindicar una situació extraordinària a Haití, que requeria d'una resposta excepcional. Es va determinar que el règim d'Haití no havia complert amb els interessos dels Estats Units. A continuació, el Consell autoritza, en virtut del Capítol VII de la Carta de les Nacions Unides, als Estats membres a formar una força multinacional sota el comandament dels Estats Units per enderrocar els líders actuals d'Haití i retornar els anteriors a un entorn en el qual es podria implementar un acord dels Estats Units. Es va establir un equip avançat de no més de 60 persones per coordinar i observar les operacions estatunidenques, demanant al Secretari General Boutros Boutros-Ghali que informés sobre els desenvolupaments relacionats amb l'equip avançat en un termini de 30 dies.
Una vegada que la força multinacional hagués completat la seva missió, la UNMIH assumirà les seves funcions quan s'hagués assegurat un entorn adequat. Després d'ampliar el mandat de la UNMIH durant sis mesos, es va decidir augmentar la mida de la missió a 6.000 soldats amb l'objectiu de completar-la el febrer de 1996. Es garantirien la seguretat del personal de les Nacions Unides i els de les missions diplomàtiques i organitzacions humanitàries internacionals. Finalment, les sancions internacionals imposades a Haití serien aixecades una vegada que Aristide hagués retornat al poder.
La resolució 940 va ser adoptada polèmicament per 12 vots contra cap, amb dues abstencions de Brasil i la República Popular de la Xina, mentre que Ruanda no estava present quan va tenir lloc la votació. Hi va haver acusacions de pressió dels Estats Units.

## Reacció
Aquesta va ser la primera votació en la que les Nacions Unides van sancionar l'ús d'una força invasora per "restaurar la democràcia". Era també la primera vegada que els Estats Units han buscat i va obtenir l'aprovació de l'ONU per a una intervenció militar a les Amèriques.
Molts països llatinoamericans es van oposar a la resolució. L'ambaixador de les Nacions Unides de Mèxic, Víctor Flores Olea, es va pronunciar contra la resolució, afirmant que "estableix un precedent extremadament perillós en el camp de les relacions internacionals" perquè la crisi "no constitueix una amenaça per a la pau i la seguretat internacional ". Roberto Robaina, va dir que la resolució reforça "els repetits intents del Consell de Seguretat d'ampliar les seves competències més enllà dels que li van ser atorgats per la Carta."
El president brasiler, Itamar Franco, es va oposar fermament a la decisió de l'ONU, afirmant que "els poders especials del Consell de Seguretat no han de ser invocats de forma indiscriminada en nom d'una "recerca de mitjans més ràpids" per respondre als atacs a la democràcia, perquè viola els principis bàsics de convivència pacífica entre nacions i procediments legals normals de l'ONU". Després d'una visita a Brasil del subsecretari d'Estat, Peter Tarnoff, la setmana abans de la votació, la decisió d'abstenir-se de Brasil en lloc d'oposar-se a la resolució es pot veure clarament com a resultat d'una enorme pressió dels EUA.
Assenyalant que la situació a Haití no representava cap amenaça per a la pau i la seguretat mundials, el representant de l'ONU d'Uruguai, Ramiro Piriz Ballon, va dir que el seu país "no donarà suport a cap intervenció militar, unilateral o multilateral".
Argentina inicialment va oferir enviar quatre companyies marines i d'infanteria per unir-se a les forces d'invasió liderades pels EUA. No obstant això, després del descontentament popular sobre la decisió, el president de l'Argentina, Carlos Menem, es va veure obligat a retrocedir l'oferta.
El 17 de gener de 1995, el secretari general de les Nacions Unides, Boutros Boutros-Ghali, va emetre un informe de 17 pàgines sobre el resultat de la intervenció: l'informe va assenyalar la repressió en curs a Haití, la falta completa de justícia per a les víctimes del cop d'Estat de setembre de 1991, la deterioració de la situació econòmica i la creixent impaciència del poble haitià.